# Annajärvi
Annajärvi är en sjö i Gällivare kommun i Lappland och ingår i Kalixälvens huvudavrinningsområde. Sjön har en area på 0,227 kvadratkilometer och ligger 367 meter över havet. Sjön avvattnas av vattendraget Surujoki.

## Delavrinningsområde
Annajärvi ingår i det delavrinningsområde (749305-174406) som SMHI kallar för Inloppet i Vaikkojärvi. Medelhöjden är 365 meter över havet och ytan är 33,49 kvadratkilometer. Det finns inga avrinningsområden uppströms utan avrinningsområdet är högsta punkten. Surujoki som avvattnar avrinningsområdet har biflödesordning 2, vilket innebär att vattnet flödar genom totalt 2 vattendrag innan det når havet efter 256 kilometer. Avrinningsområdet består mestadels av skog (59 procent) och sankmarker (33 procent). Avrinningsområdet har 2,38 kvadratkilometer vattenytor vilket ger det en sjöprocent på 7,1 procent.